# Ostře sledované vlaky
Ostře sledované vlaky je československý film natočený režisérem Jiřím Menzelem v roce 1966 podle stejnojmenné novely Bohumila Hrabala. Příběh se odehrává v období protektorátu. Předlohou se stala skutečná událost, a to výbuch německého muničního vlaku, odpáleného časovým spínačem podskupinou partyzánské skupiny Podřipsko z Lysé nad Labem 2. března 1945 nedaleko železniční stanice Stratov a zážitky Bohumila Hrabala z nádraží v Kostomlatech nad Labem, kde na konci války zastával funkci výpravčího. Hlavní postavy – přednosta Němeček, výpravčí Ladislav (Vladislav) Hubička... jsou původně ze stanice Dobrovice.

## Děj
Nevinný mladíček Miloš Hrma (Václav Neckář) se zaučuje coby novopečený železničář na malé železniční stanici a zároveň prožívá nelehké období svého dospívání, to vše v kontextu konce druhé světové války. Po neúspěšném pokusu o sebevraždu kvůli milostným nezdarům se však zaučí jak pro práci ve stanici, tak v intimním vztahu k ženě (Naďa Urbánková). Nakonec se zachová jako hrdina, když se rozhodne vyhodit do vzduchu muniční vlak. Při této amatérské diverzní akci však zahyne.

## Obsazení
| Václav Neckář      | Miloš Hrma                            |
| Josef Somr         | výpravčí Ladislav (Vladislav) Hubička |
| Vlastimil Brodský  | rada Zedníček, kolaborant             |
| Jitka Bendová      | průvodčí Máša                         |
| Vladimír Valenta   | přednosta stanice Kostomlaty          |
| Libuše Havelková   | paní přednostová                      |
| Jitka Zelenohorská | Zdenička Svatá                        |
| Naďa Urbánková     | partyzánka Viktoria Freie             |
| Ferdinand Krůta    | Mášin strýček                         |
| Květa Fialová      | hraběnka                              |
| Jiří Menzel        | doktor Brabec                         |
| Bohumil Cajthaml   | otec Miloše Hrmy                      |

## Natáčení

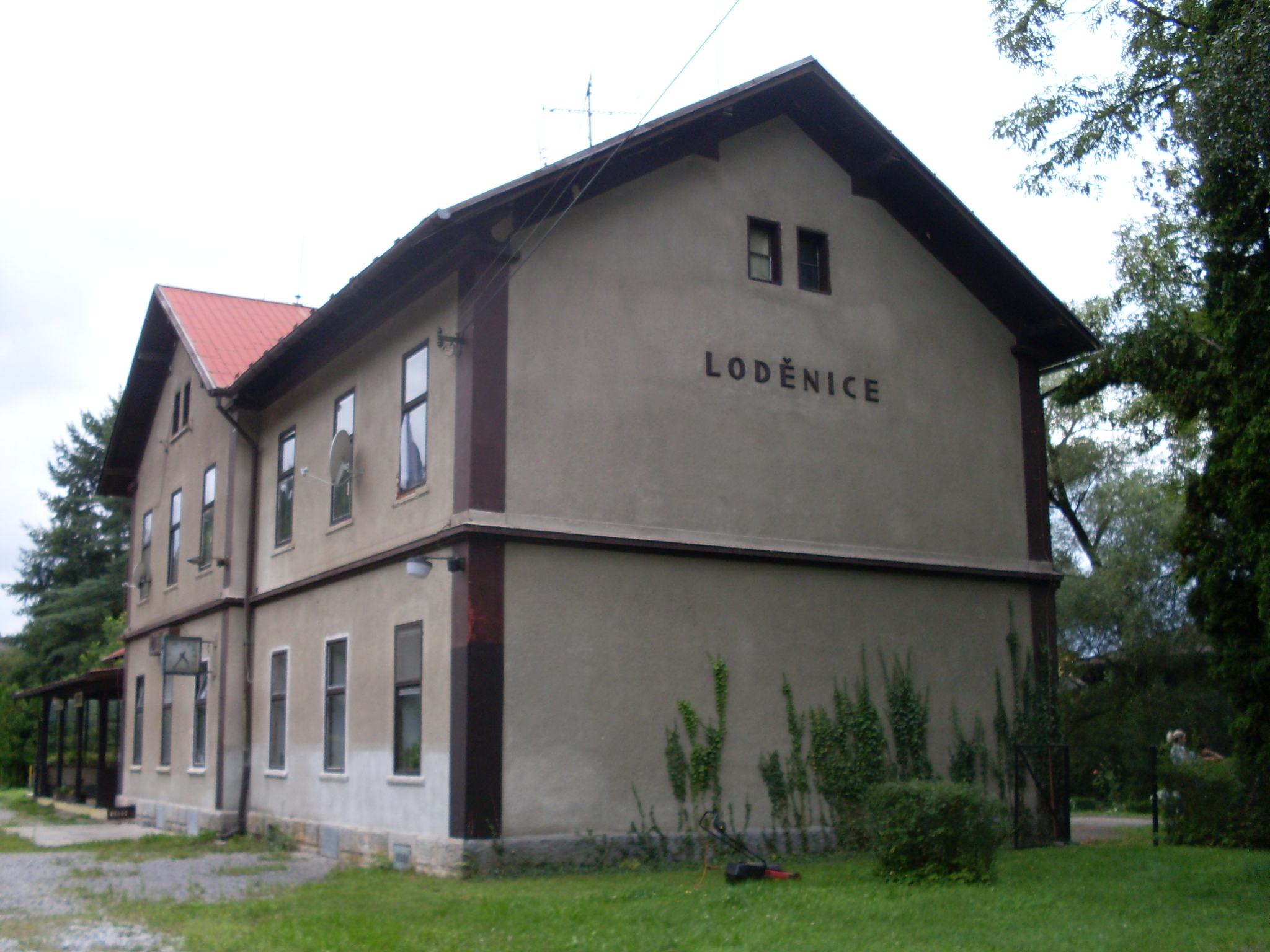
Pohled na nádraží Loděnice, kde se film natáčel

Film byl natočen v železniční stanici Loděnice u Berouna na vedlejší železniční trati Praha - Beroun přes Rudnou u Prahy. Režisér filmu Jiří Menzel si zde také zahrál malou epizodní roli lékaře. Ve filmu se vyskytují i tehdejší zaměstnanci stanice v Loděnicích. Například náčelník stanice Bohumil Cajthaml, který si zde zahrál tatínka hlavního hrdiny a dále také poskytl prostory vlastního služebního bytu k natočení filmu. U příležitosti 50. výročí natočení filmu se v Loděnici sešli jeho tvůrci a na výpravní budově byla odhalena pamětní deska připomínající natáčení.
Na rozdíl od literární předlohy je ve filmu výpravčí Hubička uváděn jako Vladislav (takto o něm zřetelně hovoří postava ztvárněná V. Brodským v závěru filmu). Ve verzi filmu opatřené anglickými titulky se však uvádí jméno Ladislav.

## Ocenění
V roce 1968 získal film Cenu Americké akademie filmových umění a věd – Oscara za nejlepší cizojazyčný film.

## Obnovená premiéra
Film byl digitálně zrestaurován za podpory Nadace české bijáky. Uveden byl v roce 2014 na MFF v Karlových Varech. 